# Foice cerebral
A foice cerebral (em latim: falx cerebri) é uma grande prega em forma de foice da camada meníngea da dura-máter que desce verticalmente na fissura longitudinal entre os hemisférios cerebrais do cérebro humano . A foice do cérebro se fixa anteriormente na crista galli, próxima à placa cribriforme e aos seios frontal e etmoidal. Posteriormente, ela está conectada com a superfície superior do tentório cerebelar. Sua margem superior está ligada na linha média à superfície interna do crânio, até a protuberância occipital interna. O seio sagital superior está contido na margem superior da foice do cérebro e recobre a fissura longitudinal do cérebro. O seio sagital inferior está contido na margem inferior da foice do cérebro e se arqueia sobre o corpo caloso, profundamente na fissura longitudinal.